# Marlies Askamp
Marlies Askamp, née le 7 août 1970 à Dorsten (Allemagne), est une basketteuse allemande.

## Biographie
Internationale allemande majeure, elle joue plusieurs saisons avec le club de Wuppertal, mais également en WNBA avec le Sol de Miami, dont elle garde le record de rebonds en carrière, le Mercury de Phoenix et les Sparks de Los Angeles, franchise avec laquelle elle remporte le championnat WNBA en 2002.